# 関口恵那
関口 恵那（せきぐち えな、1997年7月6日生まれ。）は、日本の女優、スーツアクター、歌手、日本舞踊振付師。
身長164cm。
所属は劇団めでたし。

## 経歴・人物
- 主に女優として映像・舞台・イベントに出演する。

- 特技 日本舞踊／バスケットボール／ギター弾き語り／モダンバレエ／アクション／アクロバット

## 主な活動
舞台
- 劇団めでたし第一回公演『めでたし、めでたし』（かもめ座）-出演・あかね役-

- 劇団めでたし第四回公演『妖怪大戦争 ひゅ〜どろろ』（阿佐ヶ谷アルシェ）-出演・さとり役-

- 劇団めでたし第八回公演『GAME CLEAR』　(阿佐ヶ谷アルシェ) -出演・かんな役-

- 劇団めでたし番外公演『GAME CLEAR＋』（スタジオ空洞）-出演・かんな役-

- 劇団めでたし第十回公演『PARTNER2021』（シアターバビロン）-出演・セナ役-

- 劇団めでたし第十一回『妖怪戦記おどろ』（シアターバビロン）-出演・猫又役-

- 劇団めでたし第十二回公演『PARTNER0』（シアターバビロン）-出演・ニーナ役-

- 劇団めでたし第十三回公演『DOLL』（シアターバビロン）-出演・マール役-

- 劇団めでたし番外公演『GAME OVER』（シアターバビロン）-出演・B班マスク役-

- 劇団めでたし第十四回公演『妖怪戦記おどろ怪』（シアターバビロン）-出演・おりん役-

- 劇団めでたし第十五回公演『PARTNER TRAVE』（シアターバビロン）-出演・テンテン役-
- 劇団めでたし第十六回公演『妖怪大戦争ひゅ〜どろろ』（シアターバビロン）-出演・山姥役-
- 劇団めでたし第十七回公演『永遠の鎮魂歌~Ever Last Requiem~』（シアターバビロン）-出演・サクラ役-
- 劇団めでたし第十八回公演『Eternal Chronicle~時を超えた物語~』（シアターバビロン）-出演・アカネ役-
- 劇団めでたし第十九回公演『妖の冬桜~春を呼ぶ旅人たち~』（シアターバビロン）-出演・くるみ役-
- 劇団めでたし番外公演『GAME CLEAR』（シアターバビロン）-2025年7月出演予定-

- DoubleSpinプロデュースVol.20『cry!cry!!cry!!!〜犬達の遺言〜』（シアターシャイン阿佐ヶ谷）-出演・ミニオン役-

- 株式会社TATEスタジオパフォーマンスVol.4『竹取物語〜KAGUYA〜かぐや姫と織田信長の知られざる真実〜』（座・高円寺2）-出演・お花役-

- Bixbite Createプロデュース公演Vol.1『メモリーダイヤル〜明日の君にさよなら〜』（瑞江東部フレンドホール）-出演-

- Air studio Produce『蒼い季節』（AQUA studio）-出演-

- 劇団空感演人Produce『Juliet』（東日本橋A-garage）-出演・ミーコ役-

- 呼華歌劇団 ART Theater 4th STAR『CATsLa』(すみだパークシアター倉SOU) -出演・アメショ役-

- 片肌⭐︎倶利伽羅紋紋一座　ざ⭐︎くりもん第二十九回新春本公演『玉章恋慕』（シアターグリーンBIG TREE THEATER）-纏組出演・日野役-
- 片肌⭐︎倶利伽羅紋紋一座　ざ⭐︎くりもん第三十三回ロングラン本公演『六道追分』（シアターグリーンBASE THEATER）四期-剣チーム出演・遣り手役-

映画
- 劇団めでたし『PARTNER』-出演・ニーナ役-

ステージショー
- 弌陣の風『雪慕愛炎-ゆきげしきすのりし我が想い-』（ムーブ町屋ムーブホール）-出演-
- 安達健太郎と役者が漫才とトークをするLIVE（池袋西口GEKIBA）-出演-

プロデュース
- プロデュース公演『ロミオとジュリエット〜華の悲恋〜』（阿佐ヶ谷アルシェ）-演出・出演・妖精役-